# الحكم (فلم)
الحكم (بالإنجليزية: The Verdict) هو فيلم دراما تم إنتاجه في الولايات المتحدة وصدر في سنة 1982. الفيلم من إخراج سيدني لوميت.

## بول نيومان
- شارلوت رامبلينج
- = بروس ويليس[عدل] =

## الميزانية والإيرادات
بلغت تكلفة إنتاج الفيلم حوالي 16 مليون دولار بينما حقق أرباحا تقدر بـ 53,977,250 دولار.

### ترشيحات وجوائز
| السنة | الحدث  | الفئة     | النتيجة |
| ----- | ------ | --------- | ------- |
|       | أوسكار | أفضل فيلم | ترشـيـح |

## وصلات خارجية
- مقالات تستعمل روابط فنية بلا صلة مع ويكي بيانات